# Hamburgisches Wattenmeer
Hamburgisches Wattenmeer este o arie protejată (arie specială de conservare — SAC, sit de importanță comunitară — SCI, arie de protecție specială avifaunistică — SPA) din Germania întinsă pe o suprafață de 13.750 ha, integral pe uscat.

## Localizare
Centrul sitului Hamburgisches Wattenmeer este situat la coordonatele 53°53′00″N 8°17′00″E / 53.8833°N 8.2833°E.

## Înființare
Situl Hamburgisches Wattenmeer a fost declarat arie de protecție specială avifaunistică în octombrie 1998 pentru a proteja 26 de specii de animale. Alte tipuri de protecție:
- sit de importanță comunitară (în august 2004)
- arie specială de conservare (în februarie 2017)[1][3][4]

## Biodiversitate
Situată în ecoregiunea atlantică, aria protejată conține 11 habitate naturale: Terase mlăștinoase și terase nisipoase neacoperite de apă la reflux, Lagune de coastă, Golfuri mici largi și golfuri puțin adânci, Vegetație anuală la limita mareei, Salicornia și alte specii anuale care populează regiunile mlăștinoase și nisipoase, Pajiștile Spartina (Spartinion maritimae), Pășuni atlantice udate de apa mării (Glauco-Puccinellietalia maritimae), Dune mobile cu vegetație embrionară, Dune mobile de-a lungul țărmului cu Ammophila arenaria („dune albe”), Dune de coastă fixe cu vegetație erbacee („dune gri”), Depresiuni intradunale umede.
La baza desemnării sitului se află mai multe specii protejate:
- păsări (19): ciuf de câmp (Asio flammeus), Branta bernicla bernicla, Branta leucopsis, Calidris alba, fugaci de țărm (Calidris alpina), Calidris canutus, prundaș gulerat mare (Charadrius hiaticula), Falco peregrinus peregrinus, scoicar (Haematopus ostralegus), sitar de mal nordic (Limosa lapponica), Numenius arquata arquata, ploier auriu (Pluvialis apricaria), ploier argintiu (Pluvialis squatarola), ciocântors (Recurvirostra avosetta), chiră mică (Sterna albifrons), chiră de baltă (Sterna hirundo), Sterna paradisaea, chiră de mare (Sterna sandvicensis), călifar alb (Tadorna tadorna)
- mamifere (3): Halichoerus grypus, focă obișnuită (Phoca vitulina), marsuin (Phocoena phocoena)
- nevertebrate (1): Vertigo angustior
- pești (3): Alosa fallax, Lampetra fluviatilis, Petromyzon marinus